# 國際藝術及流行音樂中心
國際藝術及流行音樂中心為中華民國政府的新十大建設計畫之一，規劃在北部、中部、南部、東部興建國際演藝中心、流行音樂中心、國際展覽館等文化設施，提供一流的展覽空間和表演場地，以利民眾可以就近觀賞或參觀一些國際級的表演、藝術品。

## 計畫內容

### 北部
- 興建大台北新劇院：預定設址於新北市板橋區新板特區北側。2021年定案另建國家兒童未來館。
- 興建台北流行音樂中心（2010年2月完成國際競圖，2013年動工，已於2018年完工）：設址於台北市南港區南港車站與向陽路口之間，原為台鐵南港貨運站的調度區域。已於2020年8月27日舉行開幕典禮，同年10月3日主辦第31屆金曲獎。

### 中部
- 興建臺中古根漢美術館（已取消）
- 後來計劃演變成台中大都會歌劇院（2014年11月23日主體工程落成啟用），但已非新十大建設項目，並被改為地方級建設。2014年3月12日，臺中市議會有條件通過台中大都會歌劇院捐贈為國有機構，未來臺中市政府須在完工前，將土地、建築物及相關財產無償捐贈國有，並經行政院核定更名為「臺中國家歌劇院」後，才能納入國家表演藝術中心管理，屆時將再度成為國家級建設。

### 南部
- 興建國立故宮博物院南部院區：設址於嘉義縣太保市鄰近嘉義縣政園區。
- 興建衛武營藝術文化中心：設址於高雄市鳳山區衛武營（原陸軍營區）。
- 興建高雄流行音樂中心：設址於高雄市鹽埕區11~15號碼頭（真愛碼頭、光榮碼頭）。

### 東部
- 興建南島文化園區（已取消）

## 外部連結
- 中華民國國家發展委員會